# Château de Bellevue (Saint-Didier-sur-Chalaronne)
Pour les articles homonymes, voir Château de Bellevue.
Le château de Bellevue est un édifice situé à Saint-Didier-sur-Chalaronne, en France.

## Situation
Le château est situé sur le territoire de la commune de Saint-Didier-sur-Chalaronne, dans le département de l'Ain, en région Auvergne-Rhône-Alpes. 

## Description
Le château de Bellevue jouit d'une très belle vue sur le Beaujolais. Une aile a été rajoutée en 1880 au château ancien dont il ne reste que la cuisine avec ses poutres et son carrelage. 
Une source, qui vient de la cave alimente la propriété ainsi qu'une pièce d'eau, construite sous Napoléon III, dans le parc.
Il est agrémenté d'un magnifique parc à l'anglaise de plus de 3 ha avec des essences d'arbres rares et centenaires (araucaria, cèdre pleureur…). Le parc est classé parmi les jardins remarquables en Rhône-Alpes. Vue panoramique sur les vignes et par temps dégagé jusqu'au Mont-Blanc.

## Historique
La famille Aynes, de Suisse, a hérité du château.